# Perigonella sulfura
Perigonella sulfura är en nässeldjursart som först beskrevs av Chan 1889.  Perigonella sulfura ingår i släktet Perigonella och familjen Pandeidae. Inga underarter finns listade i Catalogue of Life.